# Прокопьев, Константин Николаевич
Константин Николаевич Прокопьев (1927 — 22 августа 1967) — передовик советской лесной промышленности, бригадир малой комплексной бригады Рубинского леспромхоза Министерства лесной, целлюлозно-бумажной и деревообрабатывающей промышленности СССР, Герой Социалистического Труда (1966).

## Биография
Родился в 1927 году в деревне Рубино, ныне Мариинского района Кемеровской области в русской крестьянской семье. 
Во время Великой Отечественной войны был мобилизован в Красную Армию. Участник Великой Отечественной войны. Участвовал в боях против японских милитаристов в августе 1945 года. Командовал орудийным номером 616 артиллерийского полка. 
Сержантом, в 1948 году, вернулся на родину. Трудоустроился работать лесорубом Рубинского леспромхоза. Позже стал бригадиром малой бригады. Был награждён нагрудным знаком "Мастер леса и сплава". В 1961 году бригада выбилась в передовые. Освоив новую технику, в том числе бензопилу "Дружба", бригада стала удивлять высокими показателями. Ежемесячно проходили тысячные рубежи. Досрочно был выполнен семилетний план.   
Указом Президиума Верховного Совета СССР от 17 сентября 1966 года за достижение высоких показателей в производстве и активное развитие лесной промышленности Константину Николаевичу Прокопьеву присвоено звание Героя Социалистического Труда с вручением ордена Ленина и медали «Серп и Молот».  
Трагически погиб 22 августа 1967 года. 

## Награды
За трудовые успехи был удостоен:
- золотая звезда «Серп и Молот» (17.09.1966)
- орден Ленина (17.09.1966)
- другие медали.

- Лучший бригадир лесозаготовительной бригады лесной промышленности СССР.